# Saint-André-de-Sangonis
Pour les articles homonymes, voir Saint-André.
Saint-André-de-Sangonis [sɛ̃.t‿ɑ̃.dʁe də sɑ̃ɡɔnis] (Sant Andrieu de Sangònis ['sant an'driew de san'ɡɔnis] en occitan), est une commune française située dans le centre du département de l'Hérault en région Occitanie.
Exposée à un climat méditerranéen, elle est drainée par l'Hérault, la Lergue, le ruisseau de Lagamas, le ruisseau de l'Argenteille, le ruisseau de Tieulade et par divers autres petits cours d'eau. La commune possède un patrimoine naturel remarquable : un site Natura 2000 (les « gorges de l'Hérault ») et trois zones naturelles d'intérêt écologique, faunistique et floristique.
Saint-André-de-Sangonis est une commune urbaine qui compte 6 364 habitants en 2022, après avoir connu une forte hausse de la population depuis 1962. Elle est dans l'unité urbaine de Saint-André-de-Sangonis et fait partie de l'aire d'attraction de Montpellier. Ses habitants sont appelés les Saint-Andréens ou  Saint-Andréennes.

## Géographie

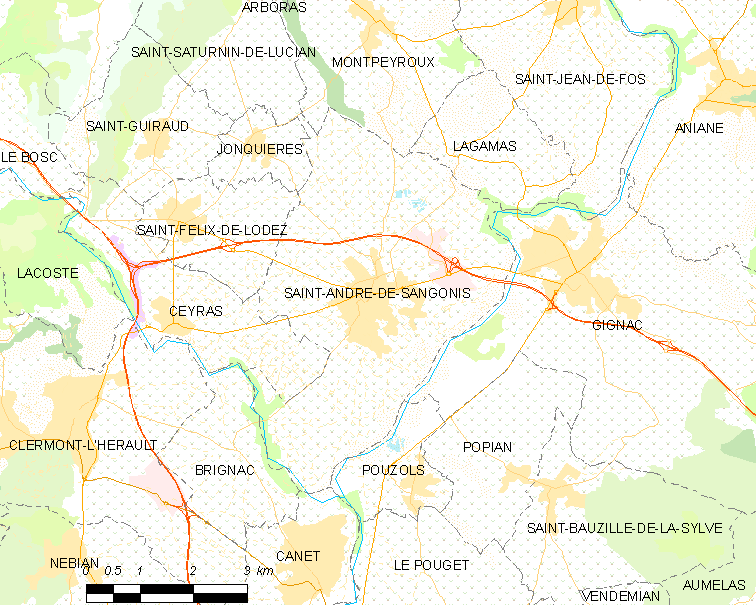
Carte.

Situé à 34 km de Montpellier, Saint-André-de-Sangonis se trouve dans la vallée de l'Hérault à mi-chemin entre la Méditerranée et l'Aveyron. De magnifiques paysages se trouvent à proximité de cette ville : le Lac du Salagou, le pic Saint-Loup.
Le village, situé sur la route très passante entre Montpellier et Millau, était jusqu'en 2005 la seule agglomération traversée par l'autoroute A750. Une déviation a permis depuis de désengorger le village de ces flots incessants de voitures et de camions devenus très dangereux et nuisibles pour les habitants.

### Communes limitrophes et proches
| St-Saturnin-de-Lucian (5.50 / 6,56 km) Jonquières (3.61 / 4,40 km) Saint-Guiraud (4.84 / 5,85 km) Saint-Félix-de-Lodez (3.82 / 3,94 km) | Montpeyroux (5.09 / 6,68 km) | St-Guilhem-le-Désert (10.06 / 11,87 km) Lagamas (3.15 / 3,89 km) Puéchabon (11.72 / 14,14 km) Aniane (8.39 / 9,82 km) |
| Ceyras (3.72 / 3,88 km) | Saint-André-de-Sangonis      | Gignac (3.96 / 4,27 km)                                                                                               |
| Clermont-l'Hérault (6.36 / 7,43 km) Brignac (3.85 / 4,49 km) Canet (5.52 / 13,22 km)                                                    | Puilacher (9.22 / 15,19 km)  | Aumelas (9.33 / 14,11 km) St-Bauzille-de-la-Sylve (5.09 / 9,34 km) Popian (4.29 / 8,48 km) Pouzols (3.72 / 8,48 km)   |

### Climat
Pour des articles plus généraux, voir Climat de l'Occitanie et Climat de l'Hérault.
En 2010, le climat de la commune est de type climat méditerranéen franc, selon une étude s'appuyant sur une série de données couvrant la période 1971-2000. En 2020, Météo-France publie une typologie des climats de la France métropolitaine dans laquelle la commune est exposée à un climat méditerranéen et est dans la région climatique  Provence, Languedoc-Roussillon, caractérisée par une pluviométrie faible en été, un très bon ensoleillement (2 600 h/an), un été chaud (21,5 °C), un air très sec en été, sec en toutes saisons, des vents forts (fréquence de 40 à 50 % de vents > 5 m/s) et peu de brouillards.
Pour la période 1971-2000, la température annuelle moyenne est de 14,4 °C, avec une amplitude thermique annuelle de 16,4 °C. Le cumul annuel moyen de précipitations est de 784 mm, avec 6,8 jours de précipitations en janvier et 2,9 jours en juillet. Pour la période 1991-2020, la température moyenne annuelle observée sur la station météorologique installée sur la commune est de 15,5 °C et le cumul annuel moyen de précipitations est de 652,4 mm,. Pour l'avenir, les paramètres climatiques de la commune estimés pour 2050 selon différents scénarios d'émission de gaz à effet de serre sont consultables sur un site dédié publié par Météo-France en novembre 2022.
| Mois                                  | jan.          | fév.           | mars          | avril       | mai           | juin          | jui.          | août          | sep.          | oct.          | nov.          | déc.          | année      |
| ------------------------------------- | ------------- | -------------- | ------------- | ----------- | ------------- | ------------- | ------------- | ------------- | ------------- | ------------- | ------------- | ------------- | ---------- |
| Température minimale moyenne (°C)     | 3,4           | 3,1            | 5,6           | 8,4         | 11,7          | 15,5          | 17,9          | 17,1          | 13,8          | 11,2          | 7,3           | 3,7           | 9,9        |
| Température moyenne (°C)              | 7,7           | 8              | 11            | 14,2        | 17,7          | 22            | 24,7          | 24            | 20,3          | 16,2          | 11,6          | 8,2           | 15,5       |
| Température maximale moyenne (°C)     | 12            | 12,8           | 16,4          | 19,9        | 23,7          | 28,6          | 31,6          | 30,9          | 26,7          | 21,3          | 15,8          | 12,6          | 21         |
| Record de froid (°C) date du record   | −7,4 26.01.07 | −10,2 27.02.18 | −9,2 01.03.05 | −3 08.04.21 | 2,2 07.05.19  | 7,4 13.06.19  | 10,3 31.07.15 | 9,8 28.08.11  | 4,4 20.09.12  | −1,2 30.10.12 | −6,6 18.11.07 | −7,4 12.12.12 | −10,2 2018 |
| Record de chaleur (°C) date du record | 23,3 25.01.24 | 24,7 22.02.19  | 28,4 30.03.12 | 33 08.04.11 | 33,8 18.05.22 | 43,5 28.06.19 | 39,9 15.07.22 | 42,2 23.08.23 | 36,6 04.09.16 | 32,3 11.10.11 | 27 15.11.15   | 21,1 30.12.21 | 43,5 2019  |
| Précipitations (mm)                   | 58,7          | 40,4           | 54,3          | 57,1        | 51,1          | 42,8          | 20,6          | 34,9          | 75,5          | 98,6          | 84,4          | 34            | 652,4      |

### Milieux naturels et biodiversité

#### Réseau Natura 2000

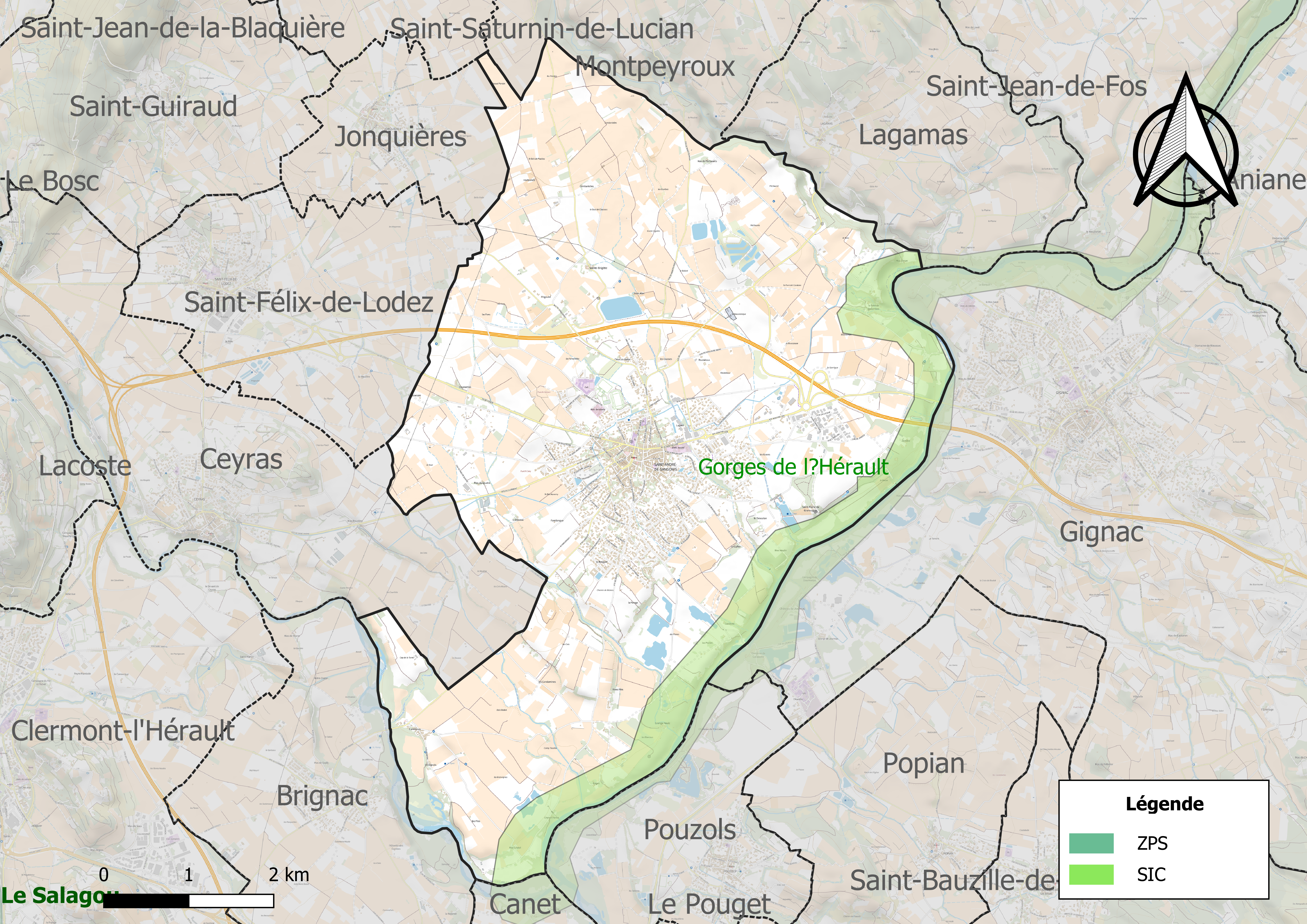
Site Natura 2000 sur le territoire communal.

Le réseau Natura 2000 est un réseau écologique européen de sites naturels d'intérêt écologique élaboré à partir des directives habitats et oiseaux, constitué de zones spéciales de conservation (ZSC) et de zones de protection spéciale (ZPS).
Un site Natura 2000 a été défini sur la commune au titre de la directive habitats : les « gorges de l'Hérault », d'une superficie de 21 736 ha, entaillent un massif calcaire vierge de grandes infrastructures dont les habitats forestiers (forêt de Pins de Salzman et chênaie verte) et rupicoles sont bien conservés. La pinède de Pins de Salzmann de Saint-Guilhem-le-Désert est une souche pure et classée comme porte-graines par les services forestiers. Il s'agit d'une forêt développée sur des roches dolomitiques.

#### Zones naturelles d'intérêt écologique, faunistique et floristique
L’inventaire des zones naturelles d'intérêt écologique, faunistique et floristique (ZNIEFF) a pour objectif de réaliser une couverture des zones les plus intéressantes sur le plan écologique, essentiellement dans la perspective d’améliorer la connaissance du patrimoine naturel national et de fournir aux différents décideurs un outil d’aide à la prise en compte de l’environnement dans l’aménagement du territoire.
Deux ZNIEFF de type 1 sont recensées sur la commune :
la « rivière de l'Hérault de Gignac à Canet » (317 ha), couvrant 8 communes du département et 
la « vallée de la Lergue » (225 ha), couvrant 8 communes du département
et une ZNIEFF de type 2, : 
le « cours moyen de l'Hérault et de la Lergue » (976 ha), couvrant 22 communes du département.

Carte des ZNIEFF de type 1 et 2 à Saint-André-de-Sangonis.
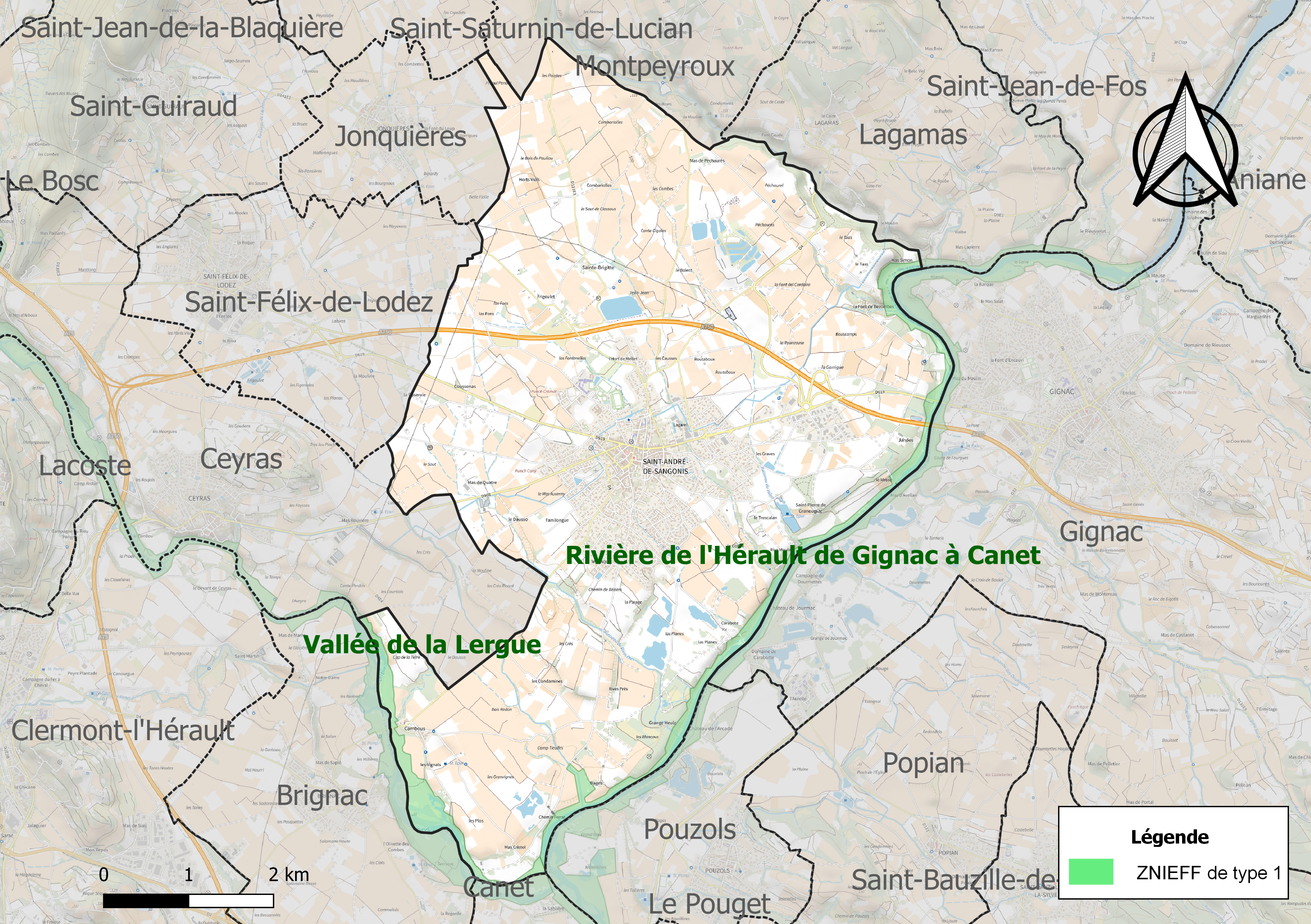
Carte des ZNIEFF de type 1 sur la commune.
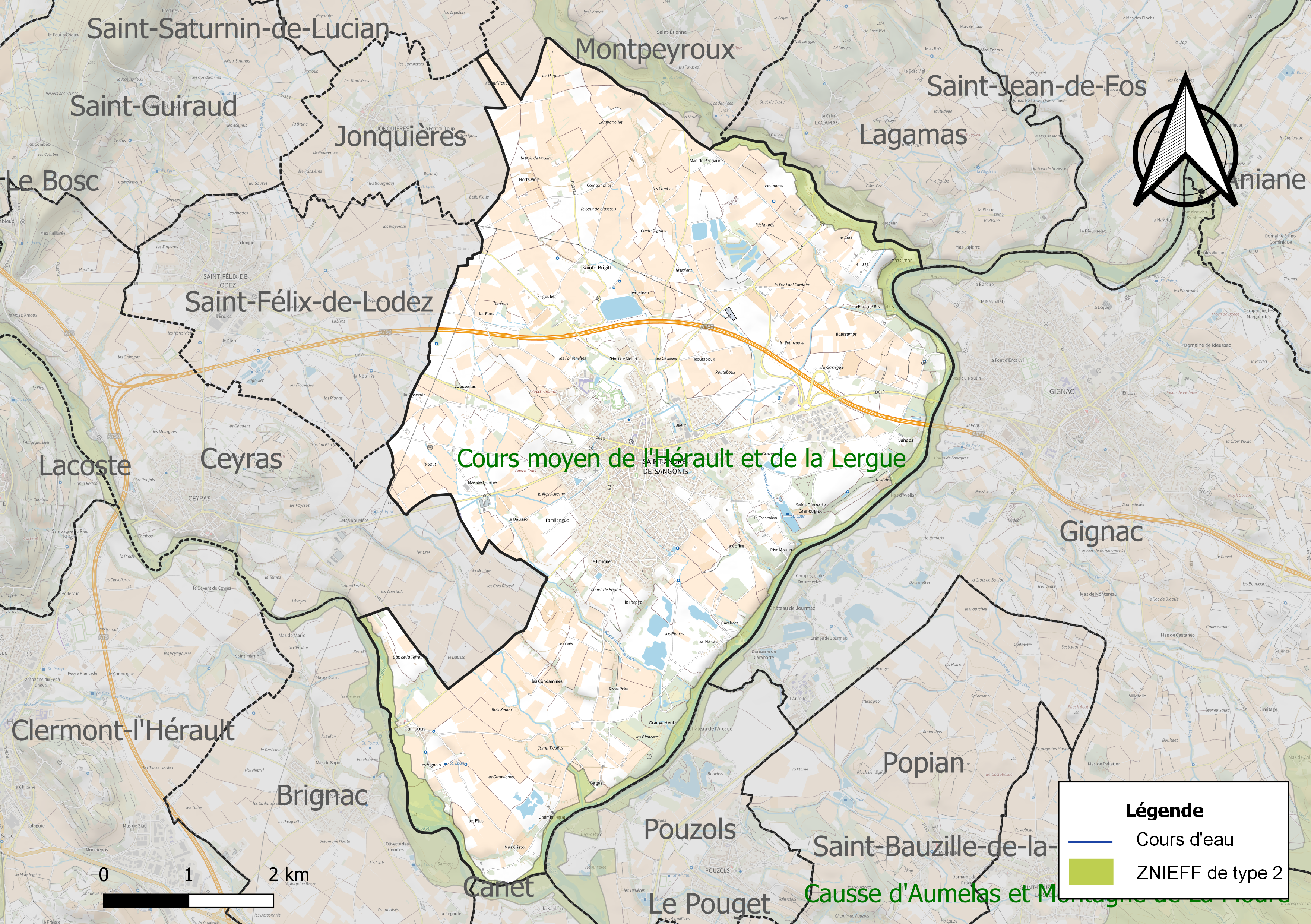
Carte de la ZNIEFF de type 2 sur la commune.

## Urbanisme

### Typologie
Au 1er janvier 2024, Saint-André-de-Sangonis est catégorisée ceinture urbaine, selon la nouvelle grille communale de densité à sept niveaux définie par l'Insee en 2022.
Elle appartient à l'unité urbaine de Saint-André-de-Sangonis, une unité urbaine monocommunale constituant une ville isolée,. Par ailleurs la commune fait partie de l'aire d'attraction de Montpellier, dont elle est une commune de la couronne,. Cette aire, qui regroupe 161 communes, est catégorisée dans les aires de 700 000 habitants ou plus (hors Paris),.

### Occupation des sols
L'occupation des sols de la commune, telle qu'elle ressort de la base de données européenne d’occupation biophysique des sols Corine Land Cover (CLC), est marquée par l'importance des territoires agricoles (83,3 % en 2018), en diminution par rapport à 1990 (89,3 %). La répartition détaillée en 2018 est la suivante : 
cultures permanentes (75,3 %), zones urbanisées (10,9 %), zones agricoles hétérogènes (8 %), zones industrielles ou commerciales et réseaux de communication (3,1 %), forêts (2,8 %). L'évolution de l’occupation des sols de la commune et de ses infrastructures peut être observée sur les différentes représentations cartographiques du territoire : la carte de Cassini (XVIIIe siècle), la carte d'état-major (1820-1866) et les cartes ou photos aériennes de l'IGN pour la période actuelle (1950 à aujourd'hui).

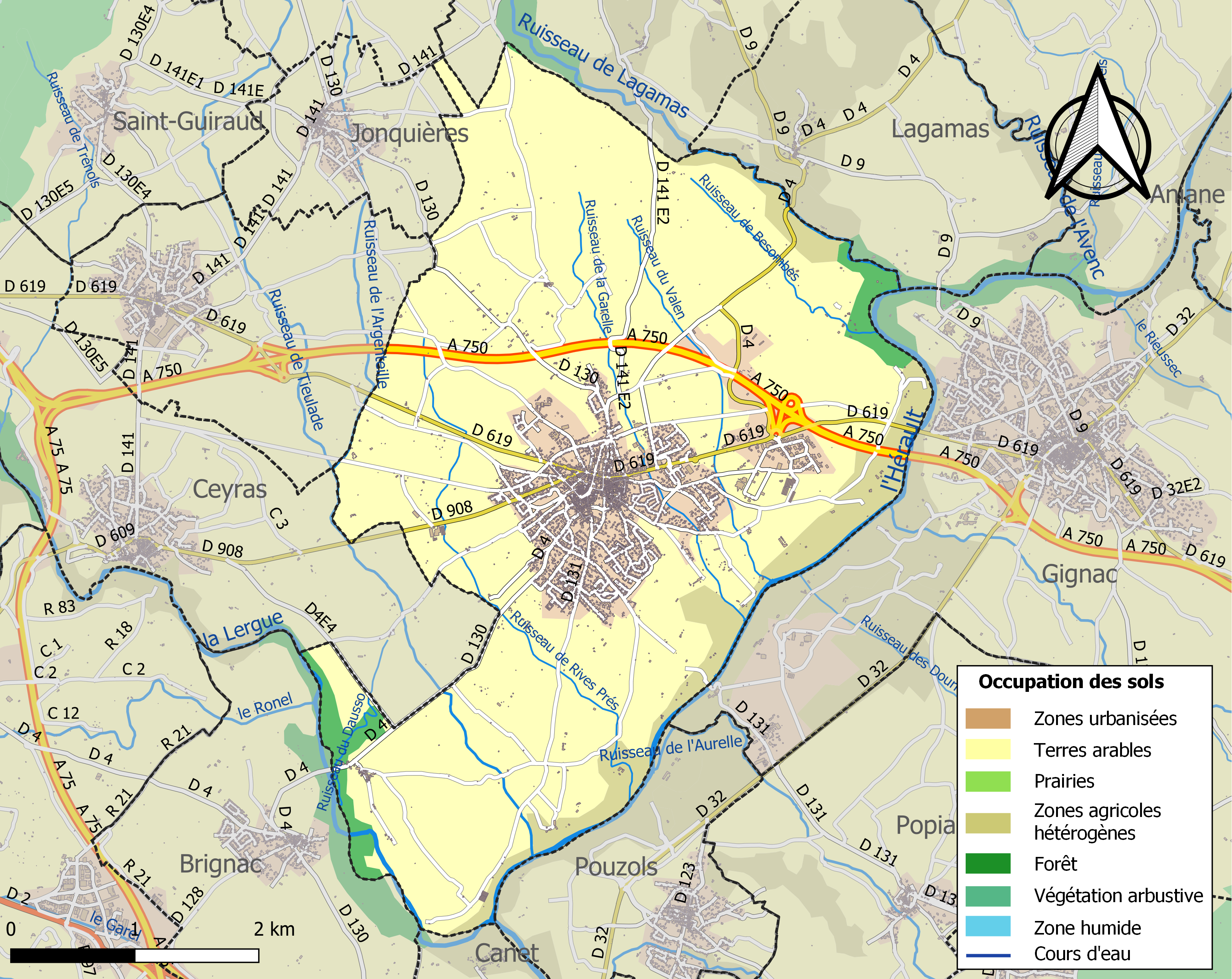
Carte des infrastructures et de l'occupation des sols de la commune en 2018 (CLC).

### Risques majeurs
Le territoire de la commune de Saint-André-de-Sangonis est vulnérable à différents aléas naturels : météorologiques (tempête, orage, neige, grand froid, canicule ou sécheresse), inondations et séisme (sismicité faible). Il est également exposé à deux risques technologiques,  le transport de matières dangereuses et la rupture d'un barrage. Un site publié par le BRGM permet d'évaluer simplement et rapidement les risques d'un bien localisé soit par son adresse soit par le numéro de sa parcelle.

#### Risques naturels
Certaines parties du territoire communal sont susceptibles d’être affectées par le risque d’inondation par débordement de cours d'eau, notamment l'Hérault, la Lergue et le ruisseau de Lagamas. La commune a été reconnue en état de catastrophe naturelle au titre des dommages causés par les inondations et coulées de boue survenues en 1982, 1994, 2011, 2014, 2015 et 2019,.
Saint-André-de-Sangonis est exposée au risque de feu de forêt du fait de la présence sur son territoire. Un plan départemental de protection des forêts contre les incendies (PDPFCI) a été approuvé en juin 2013 et court jusqu'en 2022, où il doit être renouvelé. Les mesures individuelles de prévention contre les incendies sont précisées par deux arrêtés préfectoraux et s’appliquent dans les zones exposées aux incendies de forêt et à moins de 200 mètres de celles-ci. L’arrêté du 25 avril 2002 réglemente l'emploi du feu en interdisant notamment d’apporter du feu, de fumer et de jeter des mégots de cigarette dans les espaces sensibles et sur les voies qui les traversent sous peine de sanctions. L'arrêté du 11 mars 2013 rend le débroussaillement obligatoire, incombant au propriétaire ou ayant droit,.

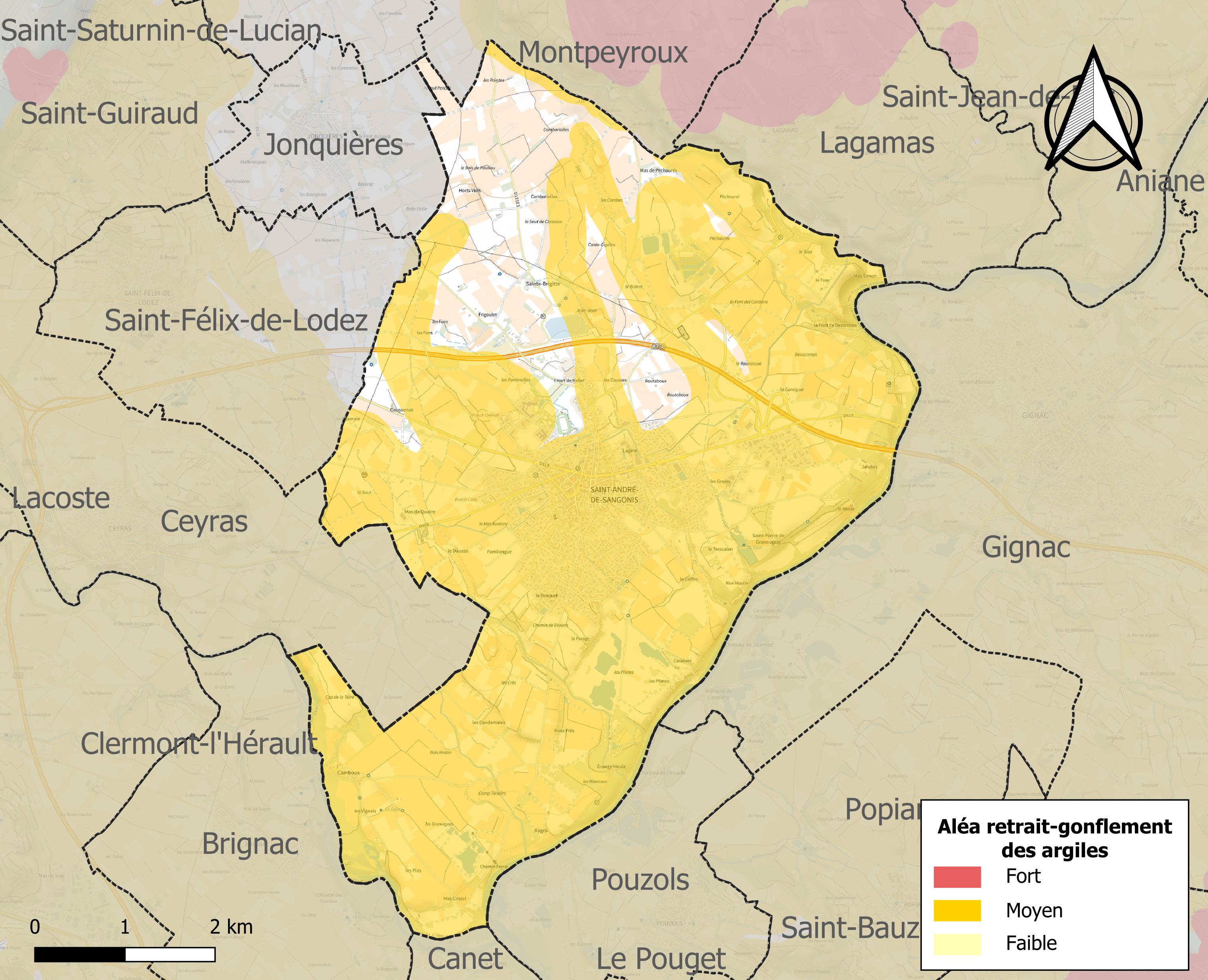
Carte des zones d'aléa retrait-gonflement des sols argileux de Saint-André-de-Sangonis.

Le retrait-gonflement des sols argileux est susceptible d'engendrer des dommages importants aux bâtiments en cas d’alternance de périodes de sécheresse et de pluie. 83,7 % de la superficie communale est en aléa moyen ou fort (59,3 % au niveau départemental et 48,5 % au niveau national). Sur les 2 167 bâtiments dénombrés sur la commune en 2019, 2 108 sont en aléa moyen ou fort, soit 97 %, à comparer aux 85 % au niveau départemental et 54 % au niveau national. Une cartographie de l'exposition du territoire national au retrait gonflement des sols argileux est disponible sur le site du BRGM,.
Par ailleurs, afin de mieux appréhender le risque d’affaissement de terrain, l'inventaire national des cavités souterraines permet de localiser celles situées sur la commune.

#### Risques technologiques
Le risque de transport de matières dangereuses sur la commune est lié à sa traversée par des infrastructures routières ou ferroviaires importantes ou la présence d'une canalisation de transport d'hydrocarbures. Un accident se produisant sur de telles infrastructures est susceptible d’avoir des effets graves sur les biens, les personnes ou l'environnement, selon la nature du matériau transporté. Des dispositions d’urbanisme peuvent être préconisées en conséquence.
La commune est en outre située en aval du Barrage du Salagou, un ouvrage de classe A sur le Salagou, mis en service en 1968 et disposant d'une retenue de 102 millions de mètres cubes. À ce titre elle est susceptible d’être touchée par l’onde de submersion consécutive à la rupture de cet ouvrage.

## Histoire
On trouve la citation de la ville en 934 dans le cartulaire de Gellone no 74 sous le nom parochia sancti Andreas Sanguivomensis, et, en 996, dans le cartulaire d'Aniane sous le nom villa de Sangonias. Les restes d'une villa montrent que l'occupation du lieu remonte au moins à l'époque romaine. Il subsiste les vestiges d'un pont romain à 300 m du pont de Gignac qui permettait à la voie Nîmes à Toulouse de franchir l'Hérault. Le village semble appartenir en 1031 à l'abbaye de Gellone, puis à l'évêque de Lodève.
L'évêque de Lodève installe un castrum sur le site autour duquel va s'installer des habitations. Le village va être entouré d'une enceinte et de fossés. Au XIIIe siècle, la communauté du village est administrée par trois consuls. Les consuls administrent aussi la communauté voisine de La Garrigue. La communauté dépend de deux paroisses, la paroisse de Saint-André dont le curé est présenté par l'évêque, et la paroisse de Notre-Dame-de-Camboux, dont le curé est nommé par l'abbaye Saint-Guilhem-le-Désert.
Pendant la guerre de Cent Ans, le pays est touché par des épidémies de peste. Il est traversé par de nombreuses troupes et subit leurs exactions.
Les guerres de religion le pays subi des troubles. Les troupes protestantes commandées par Claude de Caylus, baron de Faugères et Lunas, pillent et ravagent le diocèse, en 1573. Le 4 juillet 1573 ils ont pris Lodève. Une communauté protestant est attestée au village en 1577 qui possède un temple administré par un consistoire. Les protestants ont obtenu de parvenir aux charges de consul en 1582. La communauté protestante est reconnue par l'Édit de Nantes, en 1598. Elle recrute un maître d'école protestant en 1600. À partir de la seconde moitié du XVIIe siècle, les conversions entraînent une diminution de la communauté protestante, avant la révocation de l'édit de Nantes, en 1685. 
À partir du XVIe siècle, le village fait partie de la sénéchaussée de Béziers et de l'intendance du Languedoc. Il dépend du ressort du parlement de Toulouse. L'évêque de Lodève est toujours le seigneur du lieu. Le village connaît une période de développement au XVIIIe siècle facilitée par l'amélioration des communications grâce à la construction du pont de Gignac.
En 1720, la peste atteint la région du Gévaudan (département de la Lozère actuelle), des mesures sont prises dans tout le territoire du Languedoc pour éviter la propagation « du mal contagieux ». À Saint-André-de-Sangonis, des barrières sont construites et les habitants sont confinés strictement.
Entre 1790 et 1794, Saint-André-de-Sangonis absorbe les communes de Cambous et de Sainte-Brigitte.
Au cours de la Révolution française, entre octobre 1793 et janvier 1795, la commune porte provisoirement le nom de Beaulieu. Les citoyens de la commune se réunissent au sein de la société révolutionnaire, baptisée « société des amis de la constitution », créée en mars 1792 et comptant 207 membres en nivôse an II.
Le XIXe siècle , surtout dans sa deuxième moitié, est celui de grandes modifications avec la construction de l'Hôtel de ville (à la fois école, maison commune et petite halle), l'ouverture des cours Grégoireet de l'actuel cours de la libertépuis la construction des nouvelles écoles, etc. Ces changements, malgré la crise du phylloxera, attestent la relative stabilité économique  de la vigne productrice de richesse. Mais à partir des années 1840 et pendant environ 40 années, St André a vu également  se développer, de façon originale, des filatures de soie. Les filatures Douysset-Bancilhon et Puech sont parmi les plus importantes. Ces ateliers de filature ont provoqué le développement de l'élevage des vers dans de nombreuses familles,  non seulement à St André mais dans les villages environnants également.  C'était une ressources complémentaire très importante surtout pour les petits viticulteurs et cela a certainement contribué à réduire l'impact de la crise du phylloxera. Jusqu'à 250 employés (des femmes principalement) ont travaillé, dans de difficiles conditions, exposées à la chaleur, l'humidité et la poussière, dans ces ateliers. 
L'industrie de la soie à St André comme en Cévennes - centre majeur de la production- a été durement frappée par la concurrence internationale et le développement de nouveaux produits de synthèse. Un seul atelier subsistait encore  à St André au tout début du XXe siècle.
Pour connaitre le village dans la deuxième moitié du XIXe siècle, la vie de Auguste Boyé qui fut adjoint puis maire est éclairante. Egalement vigneron, inventeur, négociant, il a exercé une forte influence locale particulièrement entre 1849 et les années 80. Suivre ses combats et ses difficultés, c'est se plonger dans la vie du village sous des régimes politiques différents de la Révolution de 1848 à la IIIe République.
L'emblème du village est le porc nègre (le cochon noir). Comme dans d'autres villages, il donne lieu à une légende.
On peut voir : https://sangonishistoire.blog4ever.com

### Héraldique
| Blason de Saint-André-de-Sangonis | Blason  | De gueules à la croix de Saint André d'or ; au chef cousu d'azur chargé d'une palme en barre brochant sur une flèche en bande la pointe en bas, accostées des lettres S et C capitales, le tout d'argent. |
| Blason de Saint-André-de-Sangonis | Détails | D'après un document aimablement transmis par J-P Fernon. |

## Politique et administration

### Tendances politiques et résultats
Les résultats électoraux présentés dans le tableau ci-dessous démontrent une surreprésentation de la gauche radicale et surtout de l'extrême-droite au sein de la commune, par rapport au niveau national, au détriment des forces plus centrales.
| Scrutin             | Scrutin             | 1er tour | 1er tour    | 1er tour | 1er tour | 1er tour  | 1er tour | 1er tour | 1er tour   | 1er tour | 1er tour | 1er tour   | 1er tour | 2d tour | 2d tour | 2d tour | 2d tour | 2d tour | 2d tour |
| Scrutin             | Scrutin             | 1er      | 1er         | %        | 2e       | 2e        | %        | 3e       | 3e         | %        | 4e       | 4e         | %        | 1er     | 1er     | %       | 2e      | 2e      | %       |
| ------------------- | ------------------- | -------- | ----------- | -------- | -------- | --------- | -------- | -------- | ---------- | -------- | -------- | ---------- | -------- | ------- | ------- | ------- | ------- | ------- | ------- |
| Présidentielle 2017 | Présidentielle 2017 |          | FN          | 29,69    |          | LFI       | 24,36    |          | EM         | 18,02    |          | LR         | 13,87    |         | EM      | 52,72   |         | FN      | 47,28   |
| Présidentielle 2022 | Présidentielle 2022 |          | RN          | 28,60    |          | LFI       | 25,40    |          | LREM       | 19,48    |          | REC        | 7,77     |         | RN      | 54,89   |         | LREM    | 45,11   |
| Législatives 2022   | 4e                  |          | LFI (NUPES) | 30,44    |          | RN        | 27,75    |          | LREM (ENS) | 18,55    |          | PS (diss.) | 7,24     |         | RN      | 52,24   |         | LFI     | 47,76   |
| Législatives 2024   | 4e                  |          | RN          | 47,32    |          | LFI (NFP) | 32,74    |          | HOR (ENS)  | 17,50    |          | REC        | 1,65     |         | RN      | 53,83   |         | LFI     | 46,17   |

### Liste des maires
| Période      | Période      | Identité             | Étiquette                   | Qualité              |
| ------------ | ------------ | -------------------- | --------------------------- | -------------------- |
| 1947         | 1953         | Léonce Gabaudan      |                             |                      |
| 1953         | 1959         | Joseph Aussel        |                             |                      |
| 1959         | 1971         | Yves Quatrefages     |                             |                      |
| 1971         | mars 1977    | Guy Bernadou         |                             |                      |
| mars 1977    | mars 2008    | Gérard Delfau        | PS (jusqu'en 1998) puis PRG | Sénateur (1980-2008) |
| mars 2008    | mars 2014    | Bernard Douysset     | UMP                         |                      |
| mars 2014    | février 2017 | Patrick Lambolez     | DVD                         | Chirurgien-dentiste  |
| février 2017 | En cours     | Jean-Pierre Gabaudan | DVD                         | Viticulteur          |

## Démographie
Au dernier recensement, la commune comptait 6364 habitants.
Graphique démographie d'article de commune
| 1793  | 1800  | 1806  | 1821  | 1831  | 1836  | 1841  | 1846  | 1851  |
| ----- | ----- | ----- | ----- | ----- | ----- | ----- | ----- | ----- |
| 1 593 | 1 817 | 1 945 | 1 984 | 2 131 | 2 150 | 2 125 | 2 269 | 2 264 |

| 1856  | 1861  | 1866  | 1872  | 1876  | 1881  | 1886  | 1891  | 1896  |
| ----- | ----- | ----- | ----- | ----- | ----- | ----- | ----- | ----- |
| 2 387 | 2 392 | 2 706 | 2 639 | 2 565 | 2 539 | 2 548 | 2 602 | 2 805 |

| 1901  | 1906  | 1911  | 1921  | 1926  | 1931  | 1936  | 1946  | 1954  |
| ----- | ----- | ----- | ----- | ----- | ----- | ----- | ----- | ----- |
| 2 639 | 2 554 | 2 611 | 2 467 | 2 413 | 2 665 | 2 630 | 2 334 | 2 136 |

| 1962  | 1968  | 1975  | 1982  | 1990  | 1999  | 2005  | 2006  | 2010  |
| ----- | ----- | ----- | ----- | ----- | ----- | ----- | ----- | ----- |
| 2 295 | 2 594 | 2 574 | 2 675 | 3 472 | 3 782 | 4 567 | 4 690 | 5 319 |

| 2015  | 2020  | 2022  | - | - | - | - | - | - |
| ----- | ----- | ----- | - | - | - | - | - | - |
| 5 678 | 6 334 | 6 364 | - | - | - | - | - | - |

## Vie locale

### Sports
Le village possède un complexe sportif Raymond-Boisset (gymnase, salle de danse, dojo, terrain de football stabilisé, plateau sportif) avec le stade Sangonis (terrain de football synthétique, deux terrains de tennis, demi-terrain de tennis avec mur d'entraînement).

## Économie

### Revenus
En 2018, la commune compte 2 489 ménages fiscaux, regroupant 6 193 personnes. La médiane du revenu disponible par unité de consommation est de 20 360 € (20 330 € dans le département). 40 % des ménages fiscaux sont imposés (45,8 % dans le département).

### Emploi
|                | 2008   | 2013   | 2018   |
| -------------- | ------ | ------ | ------ |
| Commune        | 10,7 % | 11,4 % | 10,3 % |
| Département    | 10,1 % | 11,9 % | 12 %   |
| France entière | 8,3 %  | 10 %   | 10 %   |

En 2018, la population âgée de 15 à 64 ans s'élève à 3 656 personnes, parmi lesquelles on compte 76,1 % d'actifs (65,8 % ayant un emploi et 10,3 % de chômeurs) et 23,9 % d'inactifs,. En  2018, le taux de chômage communal (au sens du recensement) des 15-64 ans est inférieur à celui du département, mais supérieur à celui de la France, alors qu'en 2008 il était supérieur à celui du département.
La commune fait partie de la couronne de l'aire d'attraction de Montpellier, du fait qu'au moins 15 % des actifs travaillent dans le pôle,. Elle compte 1 254 emplois en 2018, contre 1 247 en 2013 et 1 136 en 2008. Le nombre d'actifs ayant un emploi résidant dans la commune est de 2 448, soit un indicateur de concentration d'emploi de 51,2 % et un taux d'activité parmi les 15 ans ou plus de 59,1 %.
Sur ces 2 448 actifs de 15 ans ou plus ayant un emploi, 539 travaillent dans la commune, soit 22 % des habitants. Pour se rendre au travail, 87,2 % des habitants utilisent un véhicule personnel ou de fonction à quatre roues, 3,5 % les transports en commun, 5,5 % s'y rendent en deux-roues, à vélo ou à pied et 3,8 % n'ont pas besoin de transport (travail au domicile).

### Activités hors agriculture

#### Secteurs d'activités
519 établissements sont implantés  à Saint-André-de-Sangonis au 31 décembre 2019. Le tableau ci-dessous en détaille le nombre par secteur d'activité et compare les ratios avec ceux du département,.
| Secteur d'activité                                                                                        | Commune | Commune | Département |
| Secteur d'activité                                                                                        | Nombre  | %       | %           |
| --- | ------- | ------- | ----------- |
| Ensemble                                                                                                  | 519     | 100 %   | (100 %)     |
| Industrie manufacturière, industries extractives et autres                                                | 43      | 8,3 %   | (6,7 %)     |
| Construction                                                                                              | 89      | 17,1 %  | (14,1 %)    |
| Commerce de gros et de détail, transports, hébergement et restauration                                    | 138     | 26,6 %  | (28 %)      |
| Information et communication                                                                              | 15      | 2,9 %   | (3,3 %)     |
| Activités financières et d'assurance                                                                      | 13      | 2,5 %   | (3,2 %)     |
| Activités immobilières                                                                                    | 23      | 4,4 %   | (5,3 %)     |
| Activités spécialisées, scientifiques et techniques et activités de services administratifs et de soutien | 75      | 14,5 %  | (17,1 %)    |
| Administration publique, enseignement, santé humaine et action sociale                                    | 76      | 14,6 %  | (14,2 %)    |
| Autres activités de services                                                                              | 47      | 9,1 %   | (8,1 %)     |

Le secteur du commerce de gros et de détail, des transports, de l'hébergement et de la restauration est prépondérant sur la commune puisqu'il représente 26,6 % du nombre total d'établissements de la commune (138 sur les 519 entreprises implantées  à Saint-André-de-Sangonis), contre 28 % au niveau départemental.

#### Entreprises et commerces
Les cinq entreprises ayant leur siège social sur le territoire communal qui génèrent le plus de chiffre d'affaires en 2020 sont : 
- Oxylio, commerce de voitures et de véhicules automobiles légers (124 270 k€)
- Maman Natur Elle, vente à distance sur catalogue spécialisé (3 558 k€)
- Citec Assainissement - Controle, Inspection, Tests, Etancheite, Canalisation, Assainissement, collecte et traitement des eaux usées (2 775 k€)
- TBM, entretien et réparation de véhicules automobiles légers (1 580 k€)
- Fabregat, commerce de gros (commerce interentreprises) de fournitures et équipements industriels divers (1 319 k€)

### Agriculture
Le nombre d'exploitations agricoles en activité et ayant leur siège dans la commune est de 63 lors du recensement agricole de 2020 et la surface agricole utilisée de 612 ha,.

## Culture locale et patrimoine

### Lieux et monuments
- Église de la Nativité-de-la-Sainte-Vierge de Cambous.
- Église Saint-André de Saint-André-de-Sangonis. Grande église paroissiale entièrement reconstruite de 1881 à 1885 qui posséde un puissant clocher à la flèche particulièrement altière de 57 mètres de hauteur totale à la croix, repérable de fort loin dans la plaine de l'Hérault. Ce clocher ressemble d'ailleurs quelque peu, dans son allure générale, à celui de l'église Sainte-Anne de Montpellier . Vaste et haute nef (les voutes atteignent 20 mètres) qui conservent une partie de leur décor du XIXe siècle. L'édifice est référencé dans la base Mérimée et à l'Inventaire général Région Occitanie[40]. De nombreux objets sont référencés dans la base Palissy (voir les notices liées)[40].
- Chapelle des Pénitents de Saint-André-de-Sangonis ;
- Chapelle Sainte-Brigitte de Sainte-Brigitte ;
- Beffroi communal surmonté dun campanile en fer forgé ;
- Grande fontaine monumentale possédant vasques, statues et colonnes en fonte de fer datant de la fin du XIXe siècle ;
- Important patrimoine lié à la viticulture.

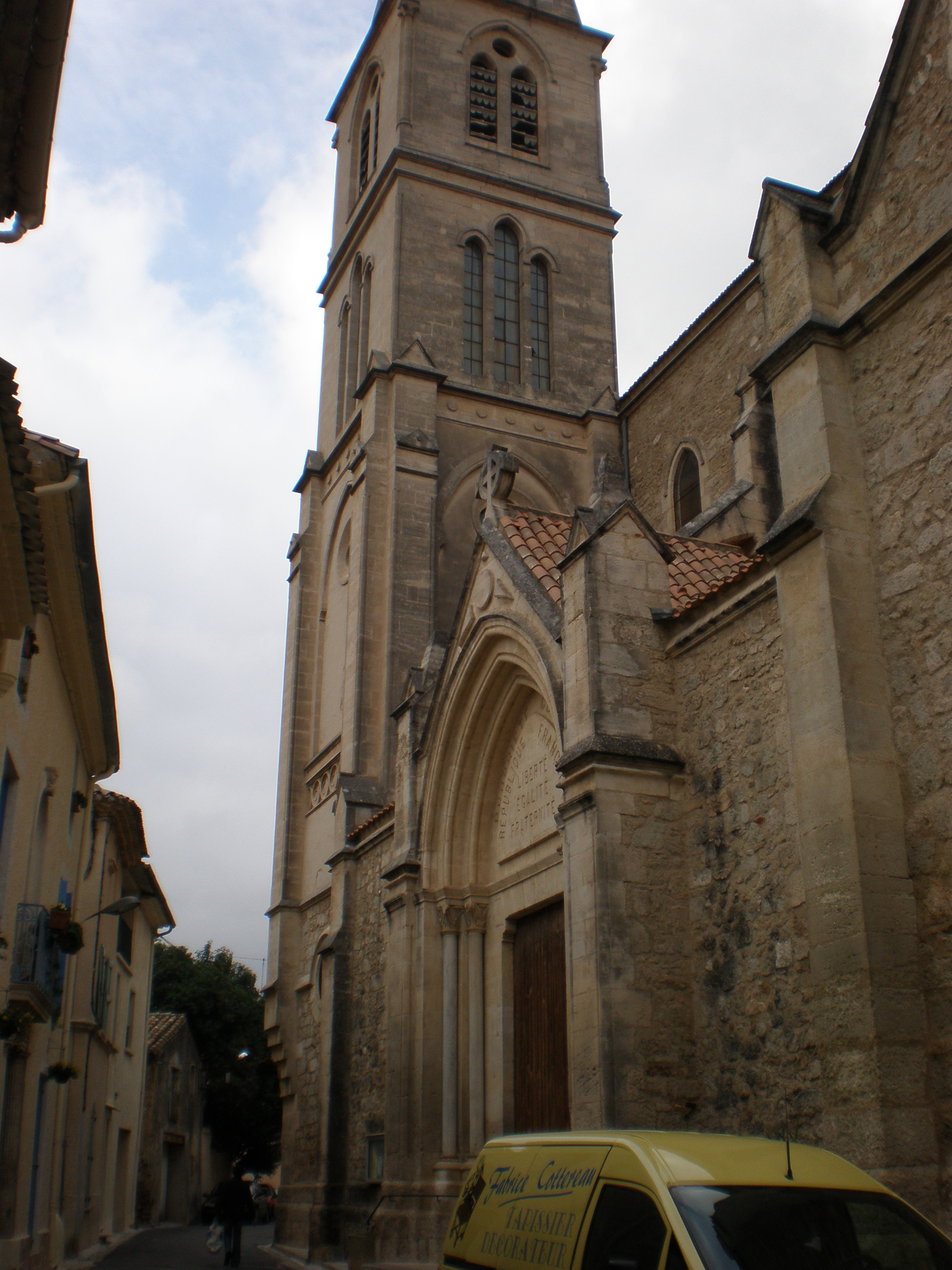
L'église.
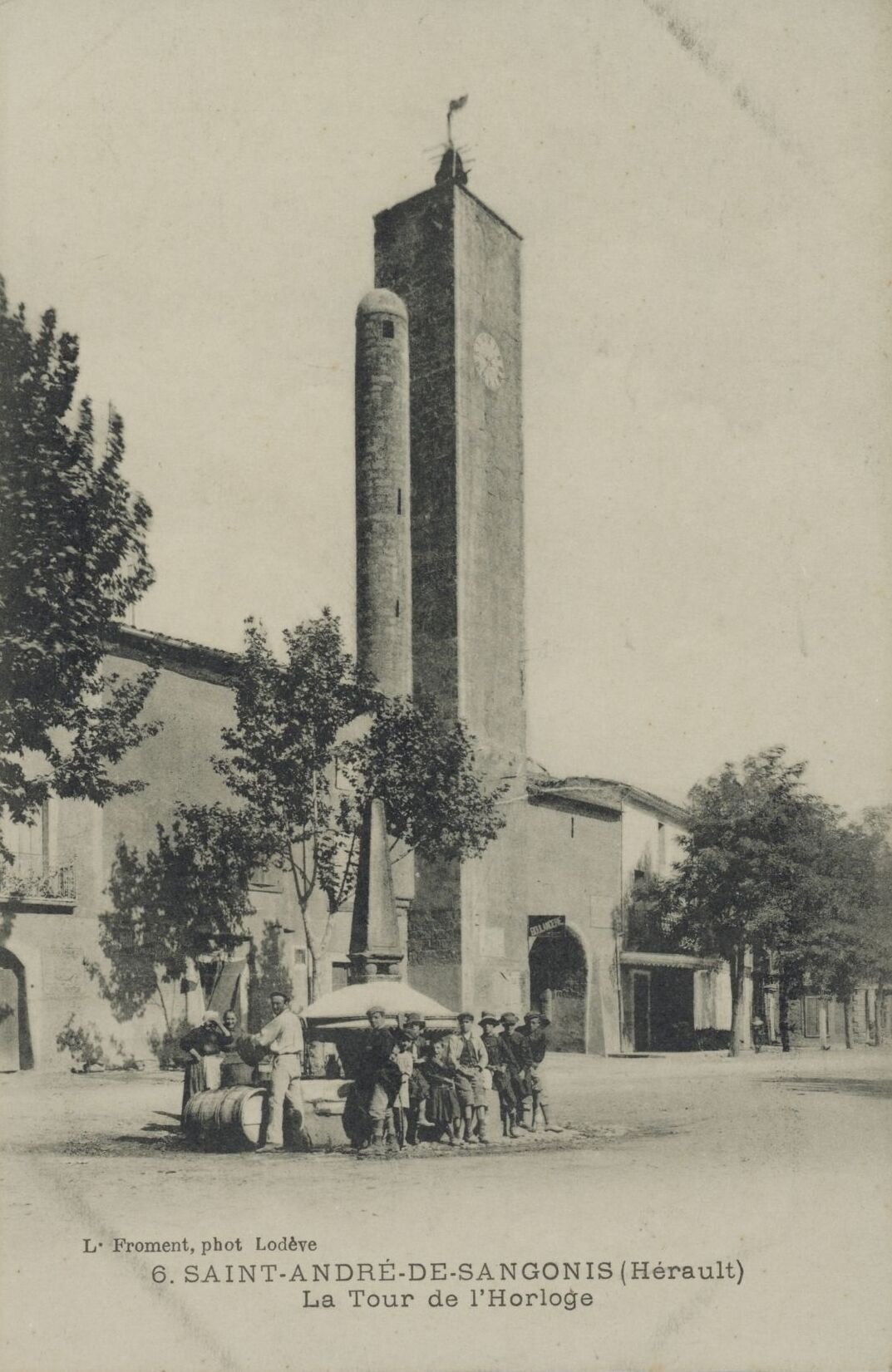
La tour de l'horloge : carte postale (1re moitié du XXe siècle).

### Personnalités liées à la commune
- Jean-Louis Grégoire (1783-1848) , Lieutenant-colonel, Colonel de la garde nationale
- Toussaint Bertrand (1793-1870), député de l'Hérault de 1848 à 1849 ;
- Joseph Boussinesq (1842-1929), hydraulicien et mathématicien ;
- Aimé Agussol (1875-1907), félibre ;
- Ernest Gaubert (1881-1945), journaliste, poète et romancier.